# Brachionus manjavacas
Brachionus manjavacas är en hjuldjursart som beskrevs av Fontaneto, Giordani, Melone och Luis Serra 2007. Brachionus manjavacas ingår i släktet Brachionus och familjen Brachionidae. Inga underarter finns listade i Catalogue of Life.